# Cardiocondyla globinodis
Cardiocondyla globinodis é uma espécie de formiga do gênero Cardiocondyla, pertencente à subfamília Myrmicinae.